# Вилдер (Кентаки)
Вилдер (енгл. Wilder) град је у америчкој савезној држави Кентаки.

## Демографија
По попису из 2010. године број становника је 3.035, што је 411 (15,7%) становника више него 2000. године.
| Група             | 2000.         | 2010.         |
| Белци             | 2.461 (93,8%) | 2.842 (93,6%) |
| Афроамериканци    | 60 (2,3%)     | 65 (2,1%)     |
| Азијати           | 41 (1,6%)     | 47 (1,5%)     |
| Хиспаноамериканци | 25 (1,0%)     | 39 (1,3%)     |
| Укупно            | 2.624         | 3.035         |